# HMS Khartoum (F45)
Le HMS Khartoum est un destroyer de classe K en service dans la Royal Navy pendant la Seconde Guerre mondiale.
Le Khartoum est mis sur cale aux chantiers navals Swan Hunter de Tyne and Wear (Angleterre) le 27 octobre 1937, il est lancé le 6 février 1939 et mis en service le 6 novembre 1939.

## Historique
Le 19 décembre 1939, lors de son premier déploiement dans le Firth of Clyde, il est attaqué sans succès par un sous-marin près de Holy Isle. En février 1940, opérant depuis Rosyth, il est déployé à l'escorte de convois en Norvège, au cours duquel il subit des dommages structurels lors d'opérations anti-sous-marine par forte houle. Il rejoint Falmouth afin d'y être réparé.
Achevé en mai 1940, il est déployé en renfort au Nore Command (en) pour évacuer du personnel des Pays-Bas et de la Belgique. Mais en raison d'un problème de machinerie, le destroyer est remorqué jusqu'à Portsmouth et est réparé deux jours ; son numéro de fanion fut également modifié en G45.
Le 8 mai, il rejoint la 14e flottille de destroyers déployée en Méditerranée, appareillant de Plymouth le 16 mai. Il rejoint Gibraltar avec son sister-ship Kandahar. Le 23 mai, ils rejoignent la flottille à Alexandrie et sont déployés afin d'effectuer des missions de contrôle et de patrouille. Les Khartoum et Kandahar sont détachés avec d'autres destroyers de classe K (Kimberley et Kingston) pour surveiller les mouvements des navires de guerre italiens depuis Massaoua, sur la mer Rouge.
En juin 1940, basé depuis Aden, le Khartoum est déployé en mer Rouge avec des sloops de l'escadron des Indes orientales. Le 21 juin, il attaque sans succès le sous-marin Torricelli. Puis, le 23 juin, il est déployé avec les Kandahar, Kingston et le sloop Shoreham à la recherche du Torricelli à proximité de l'île de Perim. Après sa localisation, le groupe prit part à un engagement de surface, au cours duquel le sous-marin fut coulé et le Shoreham endommagé. Cependant, pendant la bataille, le Khartoum fut frappé par un retour de feu qui endommagea le montage de son tube lance-torpilles.
Environ cinq heures et demie plus tard, à 11 h 50 (heure locale), la chambre à air comprimé d'une torpille explosa, propulsant l'ogive à travers le pont de la tourelle de 4,7 pouces numéro 3 et provoquant un feu incontrôlable à partir d'un réservoir d'huile s'étant rompu. Cela provoqua une explosion du magasin d'artillerie du navire, tuant un membre d'équipage et en blessant trois autres. L'explosion détruit également la structure à l'arrière de la salle des machines, provoquant des inondations importantes. Le navire s'échoue sur un haut fond et son équipage est sauvé par le Kandahar et débarqué à Aden, au Yémen. L'équipement du navire est par la suite démantelé et d'autres mesures de sécurité sont mises en place avant son abandon définitif. Son épave, gisant à la position 12° 38′ N, 43° 24′ E, est restée visible après la fin de la Seconde Guerre mondiale.